# Theaterplatz (Moskau)

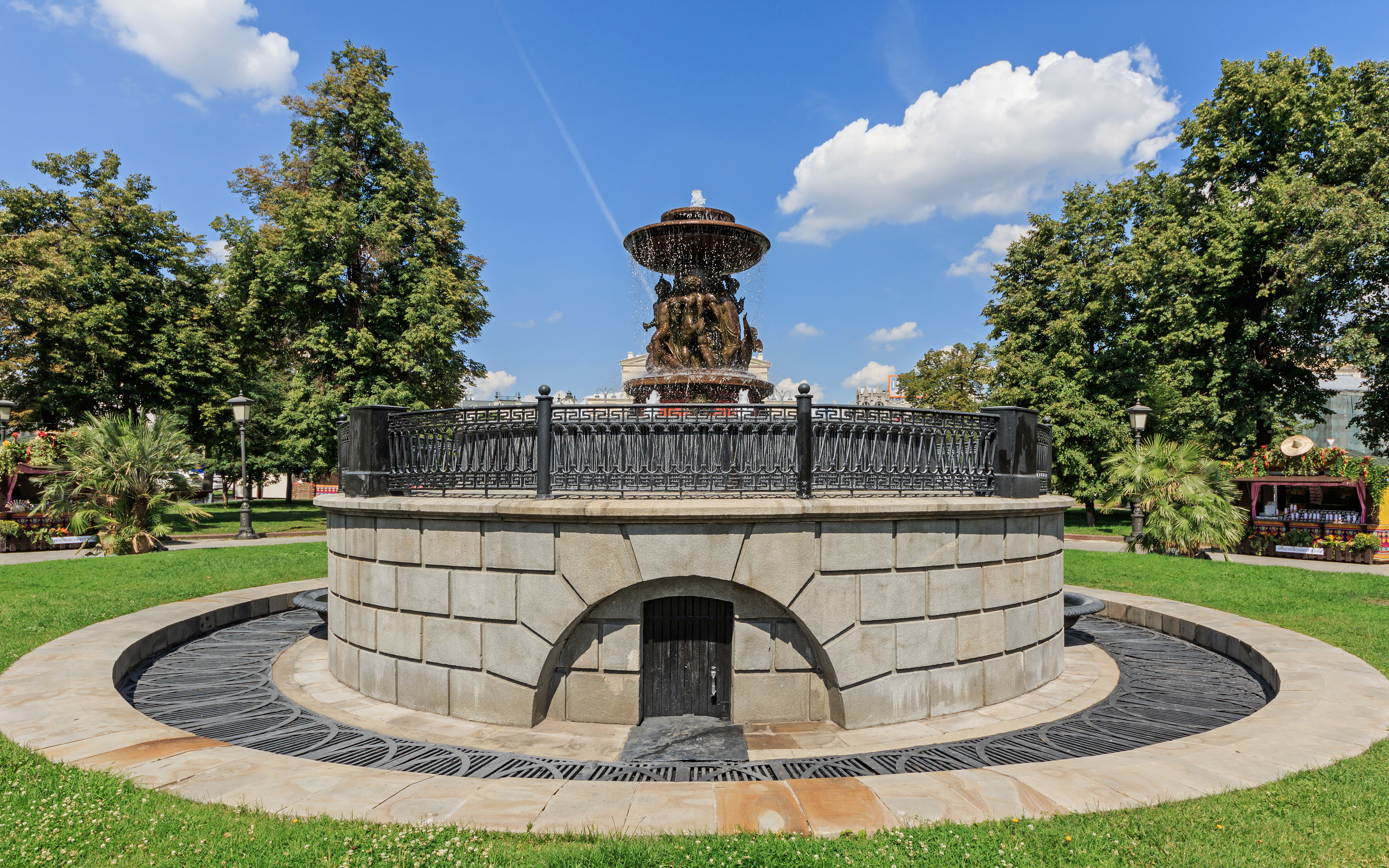
Springbrunnen aus dem Jahr 1835 am südlichen Rand des Theaterplatzes

Der Theaterplatz (russisch Театральная площадь) ist ein Platz im Zentrum Moskaus.
Am Theaterplatz befinden sich das Bolschoi-Theater und das Maly-Theater. Beim Platz liegen auch die Metrostationen Teatralnaja und Ochotny Rjad. Von 1919 bis 1991 hieß er Swerdlow-Platz.